# Ludigenoides
Ludigenoides is een geslacht van kevers uit de familie  
kniptorren (Elateridae).
Het geslacht werd voor het eerst wetenschappelijk beschreven in 2004 door Giuseppe Platia.

## Soorten
Het geslacht omvat de volgende soorten:
- Ludigenoides birmanicus Platia & Gudenzi, 2006
- Ludigenoides laotianus Platia & Gudenzi, 2006
- Ludigenoides malaccensis Platia, 2004
- Ludigenoides melantoides (Fleutiaux, 1940)
- Ludigenoides minor (Candèze, 1888)
- Ludigenoides sabahensis Platia & Gudenzi, 2006
- Ludigenoides schawalleri Platia, 2004
- Ludigenoides thailandicus Platia, 2004